# Seio sigmoide
O seio sigmóide é um dos seios venosos da dura-máter. Serve como via de drenagem de sangue proveniente do encéfalo. Como os outros seios da dura-máter, é revestido por endotélio e se forma entre duas camadas dessa membrana. Localiza-se na fossa posterior do crânio, onde percorre trajetos em forma de "S".
Segue em direção à base do crânio e entra no forame jugular, onde dará origem à veia jugular interna.